# Ma Yexin
Ma Yexin (chinesisch 馬業新, Pinyin Ma Yexin; * 10. Juni 1999) ist eine chinesische Tennisspielerin.

## Karriere
Ma, die im Alter von sechs Jahren mit dem Tennissport begann, gewann auf ITF-Turnieren bereits sechs Einzel- und 12 Doppeltitel.

## Turniersiege

### Einzel
| Nr. | Datum              | Turnier    | Kategorie   | Belag     | Finalgegnerin    | Ergebnis        |
| --- | ------------------ | ---------- | ----------- | --------- | ---------------- | --------------- |
| 1.  | 15. Oktober 2017   | Colombo    | ITF $15.000 | Sand      | Prerna Bhambri   | 6:1, 6:2        |
| 2.  | 12. September 2021 | Monastir   | ITF W15     | Hartplatz | Aljona Falej     | 6:4, 6:4        |
| 3.  | 7. November 2021   | Monastir   | ITF W15     | Hartplatz | Julia Middendorf | 6:4, 6:2        |
| 4.  | 1. Mai 2022        | Chiang Rai | ITF W15     | Hartplatz | Haruna Arakawa   | 6:4, 6:1        |
| 5.  | 1. Oktober 2023    | Nanao      | ITF W40     | Teppich   | Yang Ya-yi       | 7:65, 60:7, 6:0 |
| 6.  | 13. April 2025     | Osaka      | ITF W35     | Hartplatz | Liang En-shuo    | 6:4, 4:6, 6:4   |

### Doppel
| Nr. | Datum              | Turnier    | Kategorie   | Belag     | Partnerin            | Finalgegnerinnen                      | Ergebnis         |
| --- | ------------------ | ---------- | ----------- | --------- | -------------------- | ------------------------------------- | ---------------- |
| 1.  | 7. Oktober 2017    | Colombo    | ITF $15.000 | Sand      | Isabelle Boulais     | Josephine Boualem Andrea Ka           | 6:3, 2:6, [10:5] |
| 2.  | 14. September 2019 | Anning     | ITF W15     | Sand      | Schibek Qulambajewa  | Liu Si Qi Sheng Yugi                  | 6:4, 6:3         |
| 3.  | 18. Januar 2020    | Antalya    | ITF W15     | Sand      | Schibek Qulambajewa  | Xenija Laskutowa Anna Ureke           | 6:4, 6:2         |
| 4.  | 1. Februar 2020    | Antalya    | ITF W15     | Sand      | Schibek Qulambajewa  | Ayaka Okuno Julyette Steur            | 6:1, 1:6, [10:4] |
| 5.  | 4. September 2021  | Monastir   | ITF W15     | Hartplatz | Moyuka Uchijima      | Ingrid Gamarra Martins Jazmín Ortenzi | 6:2, 2:6, [10:6] |
| 6.  | 25. September 2021 | Monastir   | ITF W15     | Hartplatz | Jekaterina Reingold  | Yasmine Mansouri Himari Satō          | 6:2, 6:2         |
| 7.  | 9. Oktober 2021    | Monastir   | ITF W15     | Hartplatz | Ni Ma Zhuoma         | Petra Marčinko Sebastianna Scilipoti  | 3:6, 6:4, [10:7] |
| 8.  | 14. Mai 2022       | Sarasota   | ITF W25     | Sand      | Akvilė Paražinskaitė | Hsieh Yu-chieh Hsu Chieh-yu           | 6:2, 7:5         |
| 9.  | 22. Oktober 2022   | Sosopol    | ITF W25     | Hartplatz | Yang Ya-yi           | Cristina Dinu Lu Jiajing              | 6:3, 6:1         |
| 10. | 7. Januar 2023     | Nonthaburi | ITF W40     | Hartplatz | Liang En-shuo        | Kateryna Wolodko Hiroko Kuwata        | 6:0, 6:3         |
| 11. | 14. Januar 2023    | Nonthaburi | ITF W40     | Hartplatz | Liang En-shuo        | Lee Pei-chi Jessy Rompies             | 6:3, 2:6, [10:6] |
| 12. | 25. März 2023      | Jakarta    | ITF W25     | Hartplatz | Moyuka Uchijima      | Luksika Kumkhum Peangtarn Plipuech    | 6:0, 6:2         |